# Amíntor (mitología)
En la mitología griega, Amíntor (en griego Ἀμύντωρ) era el hijo de Hormenio u Ormeno y rey de Ormenio. Su esposa se llamaba Hipodamía. Era el padre de Fénix y Astidamía, que le daría a Heracles un hijo llamado Ctesipo.  Otros dicen que nació, en cambio, Tlepólemo. En cuanto a la madre de éste, Homero la llama Astíoque, Hesíodo la llama Astidamea, y Ferécides Astigenea. Era hija de Filante, pero Píndaro dice que ella era hija de Amíntor, en cambio Hesíodo y Simónides que de Órmeno.
El hijo de Amíntor, Fénix, por petición de su madre, durmió con la amante de su esposo: Clitia o Ftía. Amíntor , al descubrirlo, pidió a las Erinias que lo maldijeron para que no tuviera hijos. En una versión posterior de la historia, Fénix fue falsamente acusado por la amante de Amíntor, y fue cegado por su padre. Más tarde, Quirón le devolvió la vista.
El padre de Amíntor, Ormeno se dice hijo de Cércafo y este a su vez lo es de Eolo.